# オーム社
株式会社オーム社（オームしゃ、英: Ohmsha, Ltd.）は、理工学専門書・コンピュータ関連書などを出版する日本の出版社。社名の由来は、抵抗の単位であるオーム（Ω）から。

## 事業内容
1914年（大正3年）11月 電機学校（現、学校法人東京電機大学）の創立者でもあった廣田精一（ひろたせいいち）、扇本眞吉（おうぎもとしんきち）は、電機学校の枠にとらわれず広く全国の電気工学技術者向けにも専門雑誌を通じて知見を提供する必要性に思い至り、電気雑誌『OHM』をオーム社の名義で創刊した。初代の代表には廣田精一が就任した。
電気雑誌『OHM』の誌名は、電気工学の基本法則として知られるオームの法則における電気抵抗の実用単位から採用したが、創刊に携わった廣田の頭文字Hを中心に、電機学校の校長扇本のOと教頭丸山のMとが左右に位置しているとも伝えられている。
以来、理工学関係の書籍および雑誌を発行。電気電子、応用物理、情報科学、情報通信、機械、建築、土木、空調衛生設備、科学、環境、生命科学、医学などにおよぶ。
書籍は、学術専門書、教科書、一般書、実用書、資格試験参考書、文部科学省検定済教科書など、多彩な単行本を発行。
発行雑誌は月刊誌『OHM』『新電気』『電気と工事』『設備と管理』の他、英文学術ジャーナル『New Generation Computing』を発行。
また、電気学会、電子情報通信学会、情報処理学会、人工知能学会、照明学会、電気設備学会など、日本の主要学会との提携企画の推進、ならびにこれらの学会誌および、NTT、日立、三菱、トヨタなど、主要メーカーの技術ジャーナルの発売、そしてオライリー・ジャパン、ツールボックスなどの書籍発売を行っている。
かつては、京都市四条河原町、京都市伏見区竹田、大阪市堂島などに『オーム社書店』を展開していたが現在では書店事業から撤退している。
2014年11月1日で創業100周年を迎えた。

## 定期刊行物
- 月刊『OHM』
- 月刊『新電気』
- 月刊『電気と工事』
- 月刊『設備と管理』

## 主な加盟団体
- 一般社団法人 日本書籍出版協会
- 一般社団法人 自然科学書協会
- 工学書協会
- 一般社団法人 日本出版インフラセンター
- 一般財団法人 日本出版クラブ